# Ecnomus neri
Ecnomus neri är en nattsländeart som beskrevs av Malicky och Chantaramongkol 1993. Ecnomus neri ingår i släktet Ecnomus och familjen trattnattsländor. Inga underarter finns listade i Catalogue of Life.